# She's Like a Star
"She's Like A Star" é uma canção do cantor britânico Taio Cruz, que tem a participação do trio pop britânico Sugababes e também de Busta Rhymes (somente no single). A canção é o quinto single do primeiro álbum Departure e foi incluído como faixa bônus no sexto álbum de estúdio do grupo Catfights and Spotlights.
Foi lançada oficialmente em 18 de Agosto de 2008.

## Faixas

### Versão britânica
1. "She's Like A Star"
2. "Can't Stay Go" (Cahill Remix - Radio Edit)
3. "I Just Wanna Know" (Jim Beanz Remix)

### Faixas Digitais
1. "She's Like a Star"
2. "She's Like a Star" (Official Remix) (featuring Busta Rhymes & Sugababes)
3. "She's Like a Star" (Cahill Radio Mix)
4. "She's Like a Star" (DJ Naughty Remix)
5. "She's Like a Star" (Dubwise Bassline Frequency Remix)
6. "She's Like a Star" (Jeremy Sylvester Love House Remix)
7. "She's Like a Star" (Delinquent Mix)
8. "She's Like a Star" (So Seductive Remix)

## Versões oficiais
| Versão                                       | Álbum                                  |
| -------------------------------------------- | -------------------------------------- |
| Versão álbum                                 | Departure e single "She's Like a Star" |
| Remix oficial (com Sugababes e Busta Rhymes) | Single digital de "She's Like a Star"  |
| Remix oficial (com Sugababes)                | Catfights and Spotlights               |

## Posição nas paradas
| Tabelas musicais (2008)           | Posição |
| --------------------------------- | ------- |
| Reino Unido - UK Singles Chart    | 20      |
| União Europeia - European Hot 100 | 64      |